# Мајски дани културе
Мајски дани културе је културна манифестација која се одржава у Ариљу сваке године од 23. до 28. маја. Програми су из различитих уметничких области, организују се на отвореном или затвореном и представљају свечани увод за 28. мај дан Ариља и градску славу. Осмишљен је да промовише актуелне теме и садржаје у књижевности, позоришној, ликовној и филмској уметности. На Мајским данима културе посебан акценат се ставља на завичајно стваралаштво. Почињу изложбом у Градској галерији, следе их промоције књига, трибине, концерти, представе и дечије радионице.

## Програми ранијих година
- Оче наш са ликом Светог Саве
- Малом човеку за велике вредности
- Ариљци Ариљу
- Зебре, слике и графике
- Песмом да Вам кажем